# Agesistrata
Agesistrata (altgriechisch Ἀγησιστράτα Agēsistráta; † 241 v. Chr.) war die Mutter des Königs Agis IV. von Sparta. 
Agesistrata, die zusammen mit ihrer Mutter Archidameia zu den reichsten Spartanerinnen ihrer Zeit gehörte, unterstützte die Bemühungen ihres Sohnes zur Durchsetzung seines Reformwerks, durch das damals herrschende gesellschaftliche Missstände beseitigt und die alte spartanische Sozial- und Lebensordnung wiederhergestellt werden sollte. Nach dem Scheitern der Reform wurde Agis IV. aber 241 v. Chr. hingerichtet und daraufhin auch Agesistrata und die bereits hochbetagte Archidamia.